# Ieyasu Tokugawa
Ieyasu Tokugawa (jap. 徳川 家康 Tokugawa Ieyasu; ur. 31 stycznia 1543, zm. 22 maja 1616) – założyciel dynastii siogunów Tokugawa, trzeci z „trzech zjednoczycieli państwa” (przed nim byli Nobunaga Oda i Hideyoshi Toyotomi). Choć urząd sioguna pełnił jedynie w latach 1603-1605, to uznaje się, że to on sprawował realną władzę w Japonii od 1598 roku aż do swojej śmierci w 1616 roku.

## Życiorys

### Dzieciństwo (1543–1556)
Ieyasu Tokugawa urodził się 31 stycznia 1543 r. w prowincji Mikawa jako Takechiyo Matsudaira. Jego ojcem był Hirotada Matsudaira (1526–1549), władca Mikawy. 
Hirotada spędził większość swego życia walcząc z klanami Oda i Imagawa. Rodzina Matsudaira była podzielona. Jedna jej część chciała zostać wasalami klanu Imagawa, a druga (do której należeli Hirotada i Takechiyo) była stronnikami klanu Oda. Napięcia pomiędzy obu frakcjami rodziny były powodem zabójstwa ojca Hirotady (dziadka Takechiyo), Kiyoyasu Matsudairy (?-1536). Hirotada w przeciwieństwie do swojego ojca i większości rodziny postrzegał klan Imagawa jako mniejsze zagrożenie niż klan Oda. Lojalność Hirotady wobec Imagawy sprawiła, że reszta jego rodziny zaczęła wspierać Odę silniej niż kiedykolwiek wcześniej. 
W 1548, gdy klan Oda zajął Mikawę, Hirotada zwrócił się o pomoc do Yoshimoto Imagawy, który przewodził klanowi Imagawa. Yoshimoto zgodził się pomóc pod warunkiem, że Hirotada przekaże mu swego syna Takechiyo jako zakładnika do zamku w Sunpu (wym. Sumpu). Hirotada przystał na ten warunek wbrew protestom rodziny Matsudaira. Takechiyo z grupą służących zostali wysłani do Sunpu w roli zakładników.
Nobuhide Oda, przywódca klanu Oda, dowiedział się o tym układzie i zaatakował orszak Takechiyo w trakcie jego podróży do Sunpu. Takechiyo został porwany i uprowadzony do zamku Kotowari w prowincji Owari. Nobuhide zagroził Hirotadzie egzekucją syna, jeśli ten nie zdecyduje się zerwać swoich więzów z Imagawą. Hirotada odpowiedział, że poświęcenie swojego syna będzie najlepszym sposobem, aby ukazać wagę jaką przywiązuje do sojuszu z klanem Imagawa. Takechiyo nie został stracony. 
W 1549 r. Hirotada zmarł z przyczyn naturalnych. Niedługo potem umarł Nobuhide. Obie śmierci były potężnym ciosem zarówno dla osłabionego klanu Oda jak i dla Matsudairy, który teraz pozostał bez przywódcy. Wzmocniła się za to pozycja klanu Imagawa. Jego przywódca, Yoshimoto, wysłał armię pod dowództwem swojego wuja, Sessaia Imagawy, aby ta zaatakowała zamek Nobuhiro Ody, najstarszego syna Nobuhide oraz nowego przywódcy klanu Oda. Sessai, który był również błyskotliwym dyplomatą, wziął Nobuhiro za zakładnika. Negocjując z drugim w kolejności synem Nobuhide, Nobunagą Odą, zaoferował zwrócenie zamku oraz oszczędzenie życia Nobuhiry, jedynie pod warunkiem powrotu Takechiyo do Imagawy. Nobunaga przystał na te warunki i zarówno Nobuhiro, jak i zdobyty zamek, zostały zwrócone klanowi Oda. Sessai natomiast powrócił z Takechiyo do Sunpu. Podczas gdy Takechiyo dorastał w Sunpu, jego ród w Mikawa z obawą o swą przyszłość spoglądał na rosnącą przewagę Imagawy i osłabiony klan Oda.

### Dojście do władzy (1556–1584)
W 1556 roku Takechiyo osiągnął pełnoletność i przyjął imię Motoyasu Matsudaira. Zezwolono mu na powrót do rodzinnej Mikawy.
Na rozkaz Imagawy brał udział w rozlicznych bitwach z klanem Oda. Motoyasu wygrał swoją pierwszą bitwę w Terabe, dzięki czemu zaistniał po raz pierwszy na szerokiej arenie japońskiego życia politycznego. Do tego czasu Nobuhiro Oda zmarł i przywództwo nad klanem Oda przejął Nobunaga, młodszy brat Nobuhiro. 
Po zwycięskiej kampanii klan Matsudaira zaczął domagać się od Imagawy większej autonomii. W 1560 Yoshimoto zgromadził armię liczącą 20 tysięcy ludzi (wielu z nich pochodziło z Mikawy) i pomaszerował na podbój Kioto, ówczesnej stolicy Japonii. Był pierwszym od 1538 roku daimyō, który odważył się na ten krok. Motoyasu miał wyruszyć ze swymi siłami z Mikawy i zaatakować fortecę w Marune. Po zdobyciu fortu, Motoyasu i wojownicy z Mikawy zostali w Marune, aby bronić swoich zdobyczy. Dzięki temu wojska Motoyasu uniknęły krwawej bitwy pod Okehazamą (1560), która odbyła się blisko Nagoi (w okolicach dzisiejszej miejscowości Arimatsu). W tym starciu klan Imagawa został pokonany, a sam Yoshimoto Imagawa poległ na polu walki. Motoyasu ze swymi ludźmi wycofał się do Mikawy. Po śmierci Yoshimoto postanowił ostatecznie uwolnić się spod wpływów klanu Imagawa. 
Motoyasu zdecydował sprzymierzyć się z klanem Oda, potajemnie zawierając układ z Nobunagą. Utrzymanie tajemnicy było niezbędne, gdyż większość rodu Matsudaira – w tym także żona Motoyasu oraz jego syn, Hideyasu, byli w dalszym ciągu przetrzymywani w roli zakładników w Sunpu przez nowego przywódcę klanu Imagawa, syna Yoshimoto, Ujizane Imagawę. 
W 1561 Motoyasu ze swoimi wojskami zdobył należącą do Imagawy fortecę Kamino-jō. Krok ten był znakiem dla Nobunagi, że Motoyasu nie jest już lojalny wobec Imagawy. Motoyasu zabił dowódcę załogi zamku, Namogochi Udono, a jego żonę oraz dwóch synów wziął jako zakładników. Ujizane, uważając ród Udono za wasali bardziej wartościowych od rodu Matsudaira, uwolnił żonę i syna Motoyasu w zamian za rodzinę Udono.
Uzyskawszy, po uwolnieniu rodziny niezależność od Imagawy, Motoyasu postanowił wyciągnąć klan Matsudaira z kryzysu dzięki reformie oraz uspokoić napięcia w rodzinnej Mikawie. Wynagrodził również i wzmocnił swych wasali przez rozszerzenie ich posiadłości ziemskich. W 1566 obsadził zamki w Mikawie swoimi najważniejszymi wasalami (m.in. Tadakatsu Honda, Kazumasa Ishikawa, Kiyonaga Koriki, Tadatsugu Sakai, Yasumasa Sakikabara)
W 1564 Motoyasu pokonał Mikawa Monto, militarystyczną grupę sprzeciwiającą się rodowi Matsudaira. Prawie stracił przy tym życie w wyniku odniesionej rany postrzałowej. W 1565 r. zaatakował klan Imagawa w prowincji Tōtōmi. Rok później wysłał petycję do cesarza Ōgimachi. Prosił w niej o pozwolenie na zmianę imienia na Ieyasu Tokugawa. Krok ten świadczył o tym, że zaczął on wywodzić swoje pochodzenie od klanu Minamoto poprzez klan Nitta, a w ostateczności od rodu cesarskiego. W tym czasie zaprojektował drzewo genealogiczne, które miało być dowodem na jego pochodzenie od rodu Fujiwara. Fakt ten skłania współczesnych historyków do twierdzenia, że jego dążenia do udowodnienia cesarskiego pochodzenia były jedynie fabrykacją (jak miało to miejsce wcześniej w przypadku Ashikagi) mającą na celu legitymizację własnych dążeń.
Pomimo tego, iż ród Tokugawa miał wielkie znaczenie, ciągle nie mógł egzystować w oderwaniu od klanu Oda, co czyniło go poddanym samego Nobunagi. Gdy ten w 1568 zdobył Kioto, stając się faktycznym władcą Japonii, oddziały Tokugawy stanowiły znaczną część wojsk Nobunagi. W tym samym czasie Ieyasu czynił starania prowadzące do powiększenia swoich ziem. Razem z Shingenem Takedą, przywódcą klanu Takeda zawarli porozumienie, w myśl którego dzielili między siebie resztę posiadłości Imagawy. 
W 1570 wojska Ieyasu ostatecznie zajęły Tōtōmi, Surugę oraz stolicę Imagawy, Sunpu. Już w tym okresie sojusz z Takedą zaczynał się chwiać. Ieyasu posunął się nawet do tego, że dał schronienie pokonanemu wrogowi, Ujizune Imagawie. Obiecał mu również zwrot Tōtōmi i Surugi. Jednocześnie, Ieyasu próbował zawrzeć kolejny sojusz z Kenshinem Uesugi, przywódcą klanu Uesugi i głównym wrogiem klanu Takeda. Gdy zapewnił sobie wsparcie Uesugi, Ieyasu przeniósł swoją stolicę z Hamamatsu w Mikawie do Totomi, które leżało bliżej ziem Shingena.
Po całkowitym wchłonięciu swoich ziem w sferę wpływów klanu Tokugawa klan Imagawa stał się wasalem Tokugawy, związanego silnym przymierzem z Uesugi. Tokugawa i Takeda stanęli na krawędzi wojny. Ieyasu ciągle mógł liczyć na wsparcie klanu Oda, mimo tego, iż Nobunaga uważał niektóre z jego posunięć za niebezpieczne i prowokacyjne. W 1570 Ieyasu poprowadził swoją pięciotysięczną armię do pomocy Nobunadze w bitwie nad rzeką Ane przeciwko klanom Azai oraz Asakura. Ruch ten wzmocnił sojusz z Nobunagą, choć był ostatnią pomocą udzieloną mu w ciągu następnych dwóch lat przez Tokugawę. Nobunaga nie mógł liczyć później na pomoc Ieyasu, ponieważ w 1571 r. ten został zaatakowany przez klan Takeda.
W 1572 wojska Takedy zajęły należący do Ieyasu zamek Futamata, zaś Shingen pokonał Ieyasu w bitwie pod Mikatagaharą, gdzie Ieyeasu prawie stracił życie, walcząc na czele swoich oddziałów. Shingen Takeda zmarł w 1573 r. Jego miejsce zajął jego syn i dziedzic Katsuyori Takeda, który rok później zdołał zdobyć fortecę w Takatenjin. Czas przewagi Takedy mimo tego zbliżał się do końca. W 1575 Katsuyori zaatakował zamek Nagashino w Mikawie. Odpowiedzią Ieyasu było zwrócenie się o pomoc do Nobunagi. Gdy Nobunaga zwlekał z atakiem na Takedę, Ieayasu zagroził zawarciem pokoju z Takedą i atakiem na klan Oda w Owari i Mino. To skłoniło Nobunagę do działania. Poprowadził on swoją armię na Mikawę. Liczące 38 tys. wojska klanów Oda i Tokugawa odniosły zdecydowane zwycięstwo nad Takedą 28 czerwca 1575 roku. Mimo klęski oddziałom Takedy udawało się przez kilka kolejnych lat nękać terytoria Tokugawy i Ody.
W 1579 r. żona Ieyasu oraz jego najstarszy syn, Nobuyasu Tokugawa, zostali oskarżeni o spiskowanie z Katsuyori Takedą w celu zabicia Nobunagi. Żona Ieyasu została ścięta, a Nobuyasu musiał popełnić seppuku. Po jego śmierci Ieyasu wyznaczył swojego ulubionego syna (trzeciego w kolejności), Hidetadę, na swojego następcę. W swoim wyborze powodował się również tym, iż jego drugi syn został wybrany do adopcji przez innego potężnego samuraja, Hideyoshiego Toyotomiego.
W 1582 na ziemie Takedy nastąpił kolejny atak połączonych wojsk klanów Oda i Tokugawa. Tym razem sojusznicze armie ostatecznie pokonały klan Takeda. Katsuyori Takeda razem ze swym najstarszym synem i dziedzicem, Nobukatsu, popełnili seppuku. Po wyeliminowaniu zagrożenia w postaci klanu Takeda Ieyasu mógł pomóc Nobunadze w jego kampanii mającej na celu zjednoczenie Japonii. W zamian za tę pomoc Ieyasu została powierzona kontrola de jure nad prowincją Suruga (m.in. Sunpu) oraz ziemiami graniczącymi z posiadłościami klanu Hōjō. Klany Tokugawa i Hōjō zostały połączone sojuszem ponieważ Ieyasu był w przyjacielskich stosunkach z Ujinorim, młodszym bratem przywódcy klanu, Ujimasy.
Pod koniec 1582 Ieyasu, przebywający w Sakai, w prowincji Settsu, otrzymał wiadomość, że Nobunaga Oda został zamordowany przez przywódcę klanu Akechi, Mitsuhide. Ieyasu niezwłocznie powrócił do Mikawy, obawiając się tego, iż sam mógłby paść ofiarą zamachu. Wcześniej nie planował ataku na klan Akechi, ale teraz skorzystał z sytuacji i zajął prowincje: Kai i Shinano, rozgramiając klan Akechi w bitwie pod Yamazaki. Ujimasa Hōjō poczuł się zagrożony postępami Tokugawy i wysłał swoje oddziały do Kai. Nie doszło jednak do walki i klany Hōjō i Tokugawa szybko zawarły pokój. Aby zachować twarz, Ieyasu oddał część ziem z prowincji Shinano i Kai w posiadanie Hōjō. Jednocześnie, Ieyasu rozpoczął reformę swojej administracji, opierając ją na rozwiązaniach poznanych u klanu Takeda. Wcielił także oddziały Takedy do swojej armii. 
W 1583 roku głównymi kandydatami do władzy nad całą Japonią byli Hideyoshi Toyotomi (przybrany ojciec drugiego syna Ieyasu) oraz Katsuie Shibata. Ieyasu pozostał neutralny w ich zmaganiach, dzięki czemu uniknął represji gdy Hideyoshi pokonał Katsuie w bitwie pod Shizugatake w tym samym roku. Po przegranej Katsuie popełnił seppuku. Hideyoshi oraz jego klan stali się rzeczywistymi władcami Japonii.

### Na drodze do Sekigahary (1584-1600)
W 1584 roku Ieyasu zdecydował się wesprzeć Nobukatsu Odę, najstarszego syna i dziedzica Nobunagi. Miało to na celu sprowokować Hideyoshiego do walki. Po śmierci Nobunagi potęga klanu Oda osłabła i została przyćmiona przez Tokugawę (sprawujący władzę Toyotomi byli jednak klanem silniejszym od nich obu). Z przyzwoleniem Nobukatsu, wojska Tokugawy zajęły tradycyjne miejsce obrony klanu Oda, fortecę w Owari, w celu sprowokowania uderzenia sił Hideyoshiego. Armia Hideyoshiego wkroczyła do Owari, rozpoczynając tym samym kampanię Komaki. W jej trakcie Nobukatsu zerwał sojusz z Tokugawą oraz zawarł rozejm i sprzymierzył się z Hideyoshim. Ieyasu zwyciężył tylko w jednej znaczącej bitwie tej kampanii, pod Nagukate. Ostatecznie w 1584 zawarto rozejm pomiędzy sojuszem Toyotomi-Oda a klanem Tokugawa. Klan Oda i jego ziemie (w tym Owari) zostały wcielone do posiadłości Toyotomiego, czym zakończył swój polityczny żywot. Ieyasu udał się do Osaki w 1585 i złożył przyrzeczenie zaprzestania walki przeciw Hideyoshiemu.
Kampania Komaki sprawiła, że pomimo obietnicy złożonej przez Ieyasu, Hideyoshi był nieufny wobec jego poczynań. Tylko w jednym wypadku (Kampania Odawara z 1590 roku) Toyotomi i Tokugawa walczyli po jednej stronie. W 1585 r. Kazumasa Ishikawa opuścił Ieyasu i przyłączył się do Hideyoshiego, po czym Ieyasu zreformował całą wojskową strukturę klanu Tokugawa w oparciu o model Takedy. Tokugawa nie wziął udziału w przeprowadzonej przez Hideyoshiego inwazji na Sikoku i Kiusiu, ani w pacyfikacji Honsiu, choć pełnił funkcję pośrednika w konfliktach między klanami Toyotomi i Hōjō w latach osiemdziesiątych XVI wieku. Ieyasu wspierał Ujimasę, choć w końcu klan Tokugawa zdecydował o wsparciu Toyotomiego w roku rozpoczęcia kampanii Odawara (1589).
W przeprowadzonej w 1590 r. przez Hideyoshiego inwazji na ziemie klanu Hōjō, Ieyasu uczestniczył na czele swoich sił liczących 30 tys. ludzi. Siły sojuszu Toyotomi-Tokugawa oblegały miasto Odawara. W trakcie tej kampanii układ pomiędzy Hideyoshim i Ieyasu zacieśnił się. Hideyoshi zaproponował Ieyasu osiem prowincji Kantō w zamian za pięć prowincji będących tradycyjnymi posiadłościami klanu Tokugawa, a wcześniej Matsudaira. Klan Hōjō został pokonany w 1590 roku. Jego ziemie zostały włączone do posiadłości Toyotomiego, co zakończyło 450-letnią historię klanu Hōjō.
Ieyasu chętnie przystał na propozycję Hideyoshiego i oddał prowincje: Mikawa, Tōtōmi, Suruga, Shinano oraz Kai i przeniósł swą siedzibę do zamku w Edo w regionie Kantō. Ieyasu stał się w tym czasie jednym z najpotężniejszych możnowładców, z którym należało się liczyć. Dodatkowo fakt, że jego ziemie były otoczone przez morze i góry pozwolił Tokugawie trzymać się z dala od głównego nurtu wydarzeń politycznych oraz względną niezależność od Toyotomiego.
W 1592 Hideyoshi uderzył na Koreę, co było wstępem do jego planów podboju Chin i Indii. Mimo szybkiego zajęcia koreańskiej stolicy wojska japońskie były ciągle nękane przez oddziały partyzanckie w rejonach górskich. Siły Tokugawy nie brały udziału w inwazji. 
W 1593 przyszedł na świat syn i następca Hideyoshiego, Hideyori Toyotomi. 
W 1596 u brzegów Japonii rozbił się hiszpański statek „San Felipe”. Jego pilot pokazał Japończykom mapę posiadłości Hiszpanii z komentarzem: 
nasi królowie zaczynają od wysyłania do krajów, które chcą podbić – księży, którzy doprowadzają do przyjęcia naszej religii. A gdy ta poczyni poważne postępy, wysyłają wojska, które łączą się z nowymi chrześcijanami, a wówczas nasi królowie nie mają wiele kłopotu z dokonaniem całej reszty.
To spowodowało gniew Ieyasu Tokugawy, który nakazał ukrzyżowanie w Nagasaki sześciu franciszkanów z Hiszpanii, 17 nawróconych Japończyków i trzech japońskich jezuitów (tzw. Męczennicy z Nagasaki). Potem wypędzono lub wymordowano część pozostałych chrześcijan. W końcu, w 1614 Ieyasu Tokugawa wydał edykt zniszczenia chrześcijaństwa.
W 1598 Hideyoshi zorganizował spotkanie, podczas którego powołał sześciu regentów, którzy mieli rządzić Japonią po jego śmierci, aż do czasu osiągnięcia przez Hideyoriego pełnoletniości. Szóstkę regentów (tairō) stanowili: Toshi’ie Maeda, Terumoto Mōri, Hideie Ukita, Kagekatsu Uesugi, Takekage Kobayakawa oraz Ieyasu Tokugawa. Ta piątka była wasalami Ieyasu, lojalnymi wobec Hideyoshiego. Ieyasu był najbardziej znaczącym możnowładcą pośród sześciu regentów.

### Ieyasu regentem (1598-1603)
Hideyoshi Toyotomi zmarł w 1598 roku. Jego następcą był jego syn i dziedzic Hideyori, który został powierzony w opiekę jednemu z regentów, Toshi’ie Maedzie. Wkrótce po śmierci Hideyoshiego Ieyasu zaczął wiązać się sojuszami z kilkoma wrogimi klanowi Toyotomi rodzinami, co miało prowadzić do odizolowania pozostałych członków rady regentów. Gdy rok później umarł Toshi’ie, Ieyasu poprowadził swe wojska na Fushimi i zajął zamek w Osace, co rozzłościło pozostałych czterech regentów. Opozycji wobec Ieyasu przewodził Mitsunari Ishida, który nie należał do grona regentów i miał za sobą próbę zamachu na Ieyasu w 1599. Kilku generałów podległych Ieyasu planowało zabić Ishidę, lecz ten paradoksalnie znalazł schronienie u boku Ieyasu.
Przyjaźń pomiędzy Ieyasu i Ishidą miała wkrótce dobiec końca. Japonia podzieliła się na dwie części – "obóz wschodni" dowodzony przez Ieyasu oraz "obóz zachodni" wokół Mitsunariego Ishidy. Mitsunari planował uderzyć jako pierwszy. W tym celu sprzymierzył się z regentem Kagekatsu Uesugim, którego lenna leżały niedaleko stolicy Ieyasu, Edo. Ishida chciał związać wojska Ieyasu na tyle długo, aby siły obozu zachodniego mogły zająć Edo, co miałoby doprowadzić do ostatecznej klęski frakcji wschodniej. W czerwcu 1600 r. wojska Kagekatsu i Ieyasu starły się ze sobą. Ieyasu i sprzymierzone z nim klany Date i Mogami pokonały Uesugiego, po czym Ieyasu poprowadził swe wojska do zwycięstwa nad klanem Ishida w październiku. Wojskom Ishidy udało się mimo tego odbić Fushimi z rąk Ieyasu, choć zajęło im to wiele czasu.
W międzyczasie w prowincji Shinano Ieyasu bez wyraźnego powodu rozmieścił liczące 36 tys. ludzi wojska klanu Tokugawa pod dowództwem swojego syna i dziedzica, Hidetady. Ieyasu wiedział, że klan Kobayakawa z Hideakim planowały odejść ze stronnictwa Ishidy oraz że klan Mōri miał pozostać neutralny.
Bitwa pod Sekigaharą rozpoczęła się 21 października 1600 roku. Po obu stronach, Ishidy i Tokugawy, walczyło w sumie 160 tys. ludzi. Wojska klanów Kobayakawa i Mōri pozostały w górach, co miało bez wątpienia decydujący wpływ na wynik bitwy. Hidetada, wezwany z Shinano przez Ieyasu, nie zdążył przybyć na czas. Gdy wydawało się, że klęska Tokugawy jest przypieczętowana, Mōri i Kobayakawa pospieszyli mu na pomoc, wspierając atak sił Ieyasu, które w efekcie odniosły druzgocące zwycięstwo nad Ishidą. Zachodnia frakcja została rozniesiona, Kobayakawa i Mori wzmocnili swój sojusz z Tokugawą. W ciągu kilku dni po bitwie Mitsunari Ishida i inni zachodni generałowie zostali ścięci. Hidetada Tokugawa w końcu przybył po tym, jak bitwa została definitywnie zakończona. Ieyasu Tokugawa stał się faktycznym władcą Japonii.

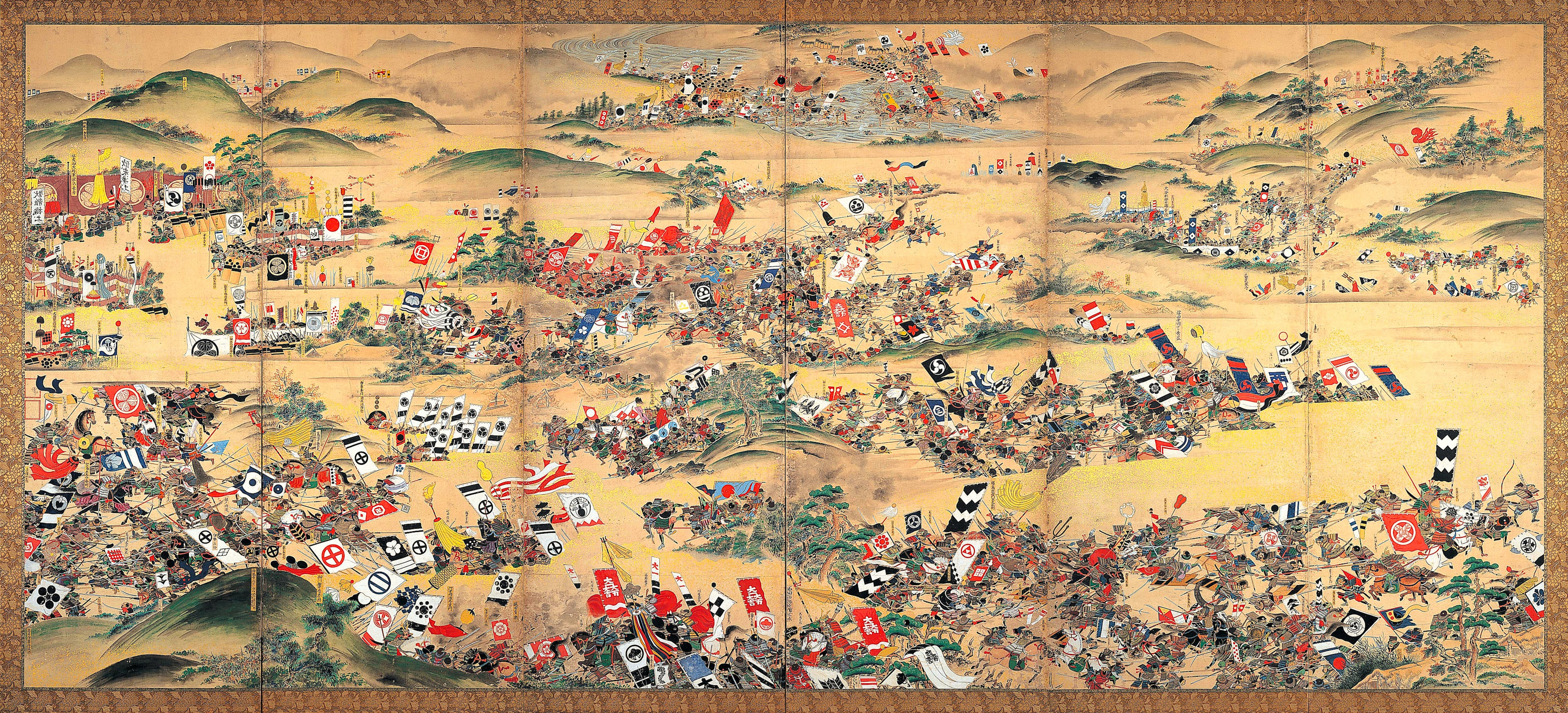
Bitwa pod Sekigahara, malowidło na parawanie, XIX w., własność Muzeum Historii Miasta Gifu

Wkrótce po bitwie pod Sekigaharą, Ieyasu rozdysponował ziemie wśród lojalnych mu wasali. Ci którzy zaprzysięgli mu służbę przed bitwą pod Sekigaharą znani byli jako daimyō fudai, podczas gdy ci, którzy byli jego wasalami od czasów bitwy nazywali się daimyō tozama. Ieyasu pozostawił posiadłości niektórych zachodnich daimyō – na przykład klanu Shimazu nietknięte, ale większość z nich pozostała bez ziem. Hideyoriemu pozwolono wieść żywot zwykłego obywatela na zamku w Osace.

### Siogun Ieyasu Tokugawa (1603-1605)
Pod koniec 1603 r., w wieku 60 lat, Ieyasu Tokugawa otrzymał z rąk cesarza Go-Yōzei tytuł „sioguna”. 
Następcą Ieyasu, po jego abdykacji w 1605 r. (raczej po zaaranżowaniu przez niego przekazania władzy), został jego syn, Hidetada. Ieyasu żył jeszcze jedenaście lat, kontrolując z boku sprawy kraju i własnego domu. 

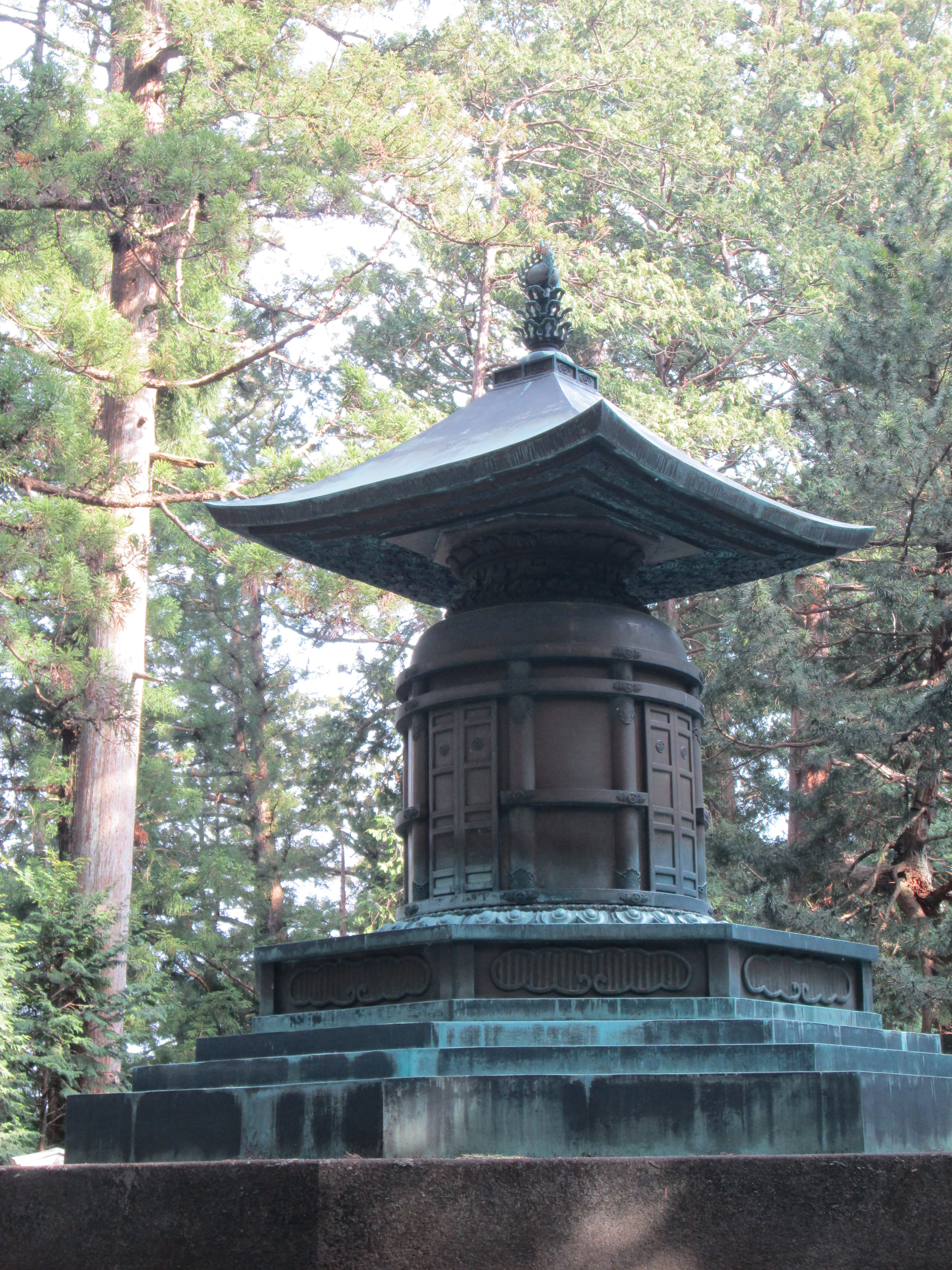
Grobowiec Ieyasu na terenie mauzoleum Nikkō Tōshō-gū

Siogunat Tokugawa, stał się trzecią dynastią siogunów, po rodach: Minamoto i Ashikaga.

## Ieyasu Tokugawa w kulturze popularnej
Historia dojścia do władzy Ieyasu Tokugawy jest tematem książki Jamesa Clavella "Shōgun", w której tłem politycznym jest zbliżająca się wojna domowa między Yoshim Toranaga-no-Minowara a pozostałymi czterema rodami zarządzającymi ówczesną Japonią. Na podstawie książki nakręcono dwa seriale "Shōgun", w których w rolę historycznego Tokugawy (książkowego Toranagi) wcielił się Toshirō Mifune (1980) oraz Hiroyuki Sanada (2024).